# Concattedrale di Castelo Branco
La concattedrale di San Michele Arcangelo (in portoghese: Igreja de São Miguel o Igreja Matriz o Sé Catedral de Castelo Branco) è la concattedrale della diocesi di Portalegre-Castelo Branco.

## Storia
La chiesa di San Michele risale al Medioevo. I principali interventi architettonici si sono avuti nel 1682, con l'apporto di elementi barocchi nella facciata, e nel 1691, con l'introduzione di dipinti di Bento Coelho nelle cappelle. Nel 1771, in virtù dell'erezione della diocesi di Castelo Branco, la chiesa è stata elevata a cattedrale. Nel 1785 viene ricostruito l'abside e nel 1791 introdotti dipinti di Pedro Alexandrino nel retablo (1785) e nella cappella del Santissimo. Altri interventi di miglioramento sono stati eseguiti nel XIX e XX secolo. Nel 1831 la diocesi di Castelo Branco fu soppressa ed il suo territorio annesso alla diocesi di Portalegre. La chiesa di San Michele è divenuta concattedrale della diocesi di Portalegre-Castelo Branco nel 1956, quando la diocesi assunse il nome attuale.